# ICI Explora
ICI Explora est une chaîne de télévision canadienne spécialisée de catégorie B de langue française appartenant à la Société Radio-Canada lancée le 28 mars 2012 et diffuse une programmation consacrée aux découvertes scientifiques, à l’environnement, à la nature, la technologie et à la santé humaine.

## Histoire
Le 21 février 2011, la Société Radio-Canada a obtenu une licence du CRTC pour le service Sens, dont les quatre lettres représentent les quatre sujets principaux de la chaîne : Science, Environnement, Nature et Santé. Afin d'éviter la confusion auprès des téléspectateurs (Sens étant un diminutif pour désigner l'équipe de hockey Sénateurs d'Ottawa), la chaîne a été rebaptisée Explora.
La chaîne devait originellement être lancée le 1er décembre 2011. Après le règlement d'un différend avec Quebecor, la Société annonce le 5 mars 2012 le lancement pour le 28 mars 2012 aux abonnés de Vidéotron, de Cogeco Cable le 29 mars 2012 et de Telus Télé Optik depuis le 4 avril 2012.
En décembre 2013, la chaîne devient ICI Explora.

## Identité visuelle

De sa fondation en mars 2012 à décembre 2013.
De décembre 2013 à 2016.
Depuis la fin de 2016.